# BIN3
BIN3 (англ. Bridging integrator 3) – білок, який кодується однойменним геном, розташованим у людей на короткому плечі 8-ї хромосоми. Довжина поліпептидного ланцюга білка становить 253 амінокислот, а молекулярна маса — 29 665.
| 10         |  | 20         |  | 30         |  | 40         |  | 50         |
| ---------- |  | ---------- |  | ---------- |  | ---------- |  | ---------- |
| MSWIPFKIGQ |  | PKKQIVPKTV |  | ERDFEREYGK |  | LQQLEEQTRR |  | LQKDMKKSTD |
| ADLAMSKSAV |  | KISLDLLSNP |  | LCEQDQDLLN |  | MVTALDTAMK |  | RMDAFNQEKV |
| NQIQKTVIEP |  | LKKFGSVFPS |  | LNMAVKRREQ |  | ALQDYRRLQA |  | KVEKYEEKEK |
| TGPVLAKLHQ |  | AREELRPVRE |  | DFEAKNRQLL |  | EEMPRFYGSR |  | LDYFQPSFES |
| LIRAQVVYYS |  | EMHKIFGDLS |  | HQLDQPGHSD |  | EQRERENEAK |  | LSELRALSIV |
| ADD        |  |            |  |            |  |            |  |            |

A: Аланін

C: Цистеїн

D: Аспарагінова кислота

E: Глутамінова кислота

F: Фенілаланін

G: Гліцин

H: Гістидин

I: Ізолейцин

K: Лізин

L: Лейцин

M: Метіонін

N: Аспарагін

P: Пролін

Q: Глутамін

R: Аргінін

S: Серин

T: Треонін

V: Валін

W: Триптофан

Задіяний у таких біологічних процесах, як клітинний цикл, поділ клітини, альтернативний сплайсинг. 
Локалізований у цитоплазмі, цитоскелеті.